# La Maya (Salamanca)
La Maya ist ein kleiner Ort und eine westspanische Gemeinde (municipio) mit 158 Einwohnern (Stand: 2024) in der Provinz Salamanca in der Autonomen Gemeinschaft Kastilien-León. 

## Lage
La Maya liegt etwa 32 Kilometer südsüdöstlich von Salamanca am Río Alhandiga. Der Río Tormes begrenzt die Gemeinde im Osten. Durch die Gemeinde führt die Autovía A-66 von Salamanca nach Plasencia und weiter nach Cáceres.

## Bevölkerungsentwicklung
| Jahr      | 1900 | 1950 | 1960 | 1970 | 1981 | 1991 | 2001 | 2011 | 2021 |
| Einwohner | 415  | 544  | 601  | 479  | 291  | 274  | 264  | 211  | 167  |

## Sehenswürdigkeiten

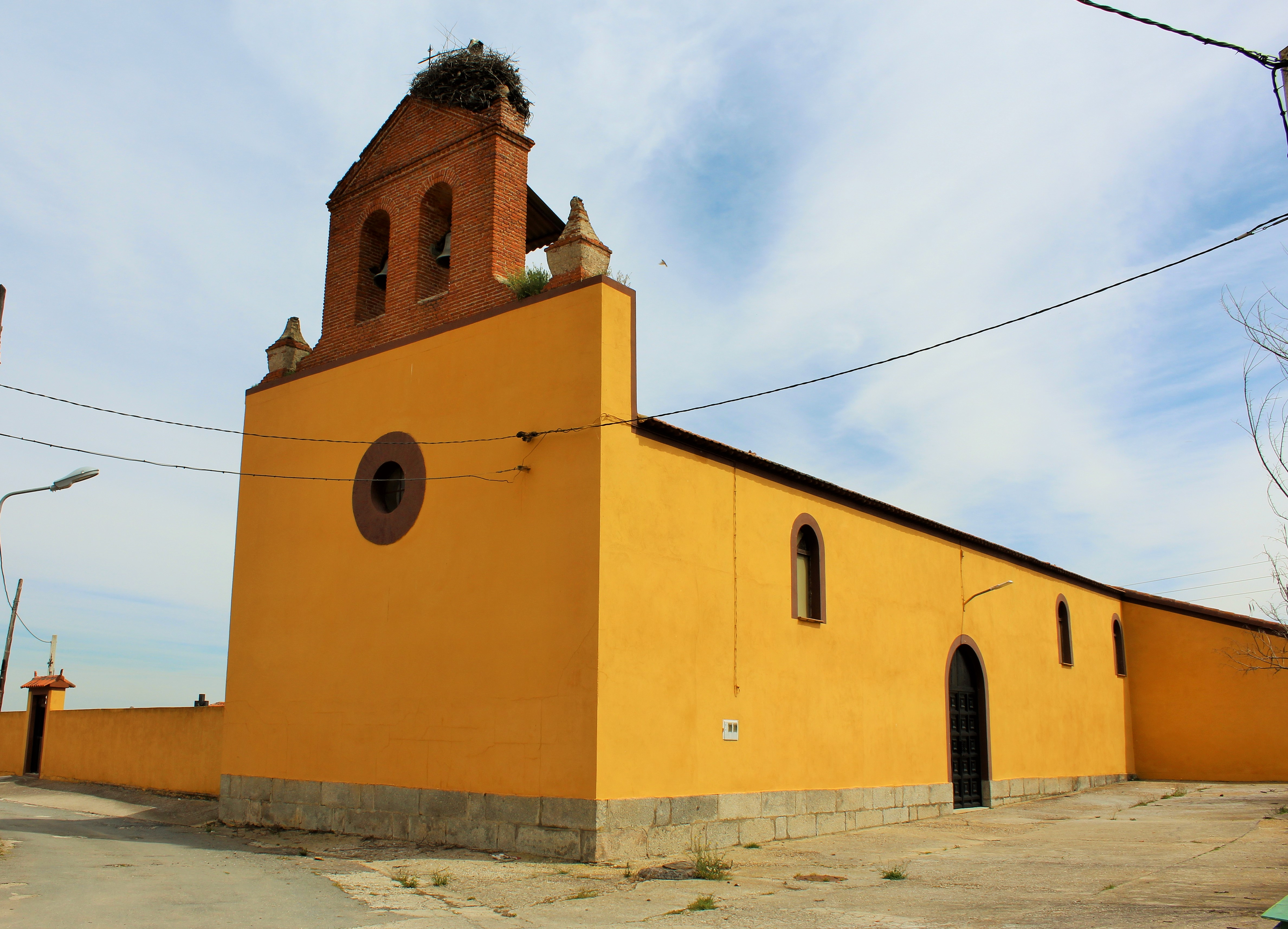
Jakobuskirche

- Jakobuskirche